# 제9기갑사단 (독일 국방군)

제9기갑사단은 제4경기갑사단을 폴란드 침공 종료 후 다른 경기갑사단들처럼 확대/개편한 기갑사단으로, 개편 작업은 1940년 1월에 마무리되었다.

## 부대 역사
모태가 된 제4경기갑사단은 오스트리아 병합 후 구 오스트리아군의 자동화 사단을 개편하여 1938년 4월에 창설되었다. 창설된 후 폴란드 침공에 투입되었고, 여기에서 경사단이란 편제가 가진 한계점이 노출되어 다른 경사단들(제1경기갑사단, 제2경기갑사단, 제3경기갑사단)들처럼 확대 개편되었다. 폴란드 전역 당시 사단의 전차 전력은 다음과 같다.
- 1호 전차(PzKpfw I) - 34대
- 2호 전차(PzKpfw II) - 23대
- 구난전차 - 5대
- 총계 - 62대

이후 여러 지역에서 전투를 겪은 9 기갑사단은 1945년 4월, 루르 포켓에서 미군에게 항복하면서 궤멸되었다.

## 기사십자장 수훈자
| 연도   | 날짜      | 이름                          |
| ------ | --------- | ----------------------------- |
| 1940년 | 5월 15일  | 프리츠 이반트                 |
| 1940년 | 8월 15일  | 에드빈 오스카르 하인리히 디츠 |
| 1940년 | 11월 28일 | 빌헬름 샤말츠                 |
| 1941년 | 4월 20일  | 발터 고른                     |
| 1941년 | 4월 20일  | 알프레드 후비키               |
| 1941년 | 5월 14일  | 빌헬름 아펠                   |
| 1941년 | 7월 24일  | 빌리발트 보로비츠             |
| 1941년 | 8월 6일   | 알프레드 티킬                 |
| 1941년 | 9월 4일   | 하인츠 웅거                   |
| 1941년 | 9월 12일  | 테오도어 스포네크             |
| 1941년 | 9월 22일  | 한스 요아힘 크빈첼            |
| 1941년 | 9월 22일  | 쿠르트 쉬피델                 |
| 1941년 | 11월 25일 | 게오르그 그뤼너               |
| 1941년 | 12월 4일  | 프란츠 코호우트               |
| 1942년 | 3월 14일  | 한스 헤닝 아이케르트          |
| 1942년 | 8월 3일   | 알로이스 에케르트             |
| 1942년 | 9월 18일  | 요아힘 구트만                 |
| 1943년 | 3월 7일   | 게르하르트 빌리히             |
| 1943년 | 3월 26일  | 하인리히 헨드릭스             |
| 1943년 | 3월 31일  | 레오폴트 리흘                 |
| 1943년 | 4월 3일   | 프리츠 야코비                 |
| 1943년 | 4월 3일   | 발터 쉘러                     |
| 1943년 | 4월 20일  | 빌헬름 쉬테거                 |
| 1943년 | 8월 22일  | 에른스트 메텔만               |
| 1943년 | 9월 13일  | 프리드리히 바우어             |
| 1943년 | 9월 19일  | 요하네스 슐츠                 |
| 1943년 | 10월 8일  | 페르디난트 베게러             |
| 1943년 | 11월 30일 | 프리드리히 라스               |
| 1944년 | 3월 26일  | 에발트 크라우스               |
| 1944년 | 4월 6일   | 막스 쉬펄링                   |
| 1944년 | 6월 4일   | 프란츠 에트바우어             |
| 1944년 | 7월 20일  | 헬무트 샤르프                 |
| 1944년 | 10월 6일  | 에리히 펠츠                   |
| 1944년 | 10월 27일 | 하인리히 베르너               |
| 1944년 | 11월 29일 | 요한 라이히                   |
| 1944년 | 12월 9일  | 하랄트 엘버펠트               |
| 1944년 | 12월 11일 | 프란츠 무텐탈러               |
| 1945년 | 1월 15일  | 쿠르트 슈마허                 |
| 1945년 | 2월 18일  | 하인츠 미헬젠                 |
| 1945년 | 3월 5일   | 에르빈 쉬트라써               |
| 1945년 | 3월 11일  | 막스 트렙타우                 |
| 1945년 | 3월 17일  | 카를 판쿠케                   |
| 1945년 | 3월 23일  | 요세프 크노처                 |
| 1945년 | 4월 14일  | 하인리히 퓌트커               |
| 1945년 | 4월 17일  | 디터 글례쉐                   |
| 1945년 | 4월 29일  | 루드비히 바우어               |

## 같이 보기
- 사단 (군사)
- 동부 전선 (제2차대전)
- 제2차 세계 대전의 독일군 사단 목록
- 군사 조직
- 전차 (기갑사단 문서일 경우)
- 기갑사단 (기갑사단 문서일 경우)
- 독일 육군 (제2차대전)
- 독일 연방방위군 육군 (현재)